# Гризињано ди Зоко
Гризињано ди Зоко (итал. Grisignano di Zocco) је насеље у Италији у округу Виченца, региону Венето.
Према процени из 2011. у насељу је живело 2988 становника. Насеље се налази на надморској висини од 24 м.

## Становништво
| 1951. | 1961. | 1971. | 1981. | 1991. | 2001. | 2011. |
| ----- | ----- | ----- | ----- | ----- | ----- | ----- |
| 3.324 | 2.907 | 3.105 | 3.558 | 3.966 | 4.249 | 4.292 |